# Longkib (plaats)
Longkib is een bestuurslaag in het regentschap Subulussalam van de provincie Atjeh, Indonesië. Longkib telt 196 inwoners (volkstelling 2010).